# Бубрежни крвоток
Бубрежни крвоток или бубрежна циркулација један је од најбогатијих васкуларних система у телу, који се састоји од бубрежних артерија и бубрежних вена. Крвни судови бубрега чине основу лобулације бубрега, с обзиром да је интерлобуларно или интерстицијално везивно ткиво веома слабо развијено. Бубрежни крвни судови су углавном функционални и стога веома велики у односу на бубрег као орган.
Бубрежни проток крви (циркулација) и гломеруларна филтрација су важни аспекти одржавања правилних функција органа. Како постоји деликатан баланс између бубрежног крвотока и брзине гломеруларне филтрације свака промена промене у једном од ова два система може утицати један на други.

## Ембриологија
Анатомске варијанте бубрежних артерија и вена су честе и могу се наћи код 25% до 40% пацијената. 
Током развоја, крв из пролазних аортних „изданка“ прво снабдева крвљу буреге; да би потом дошло до дегенерације ових аортних „изданка“ како се бубрези уздижу, тако да на крају развоја бубрега бубрежне артерије из лумбалног региона  врше перфузију бубреге. Када артерије из ранијег развоја не дегенеришу, оне могу и даље постојати, али сада као додатни крвни судови.

## Физиологија
Бубрежна циркулација има неколико необичних карактеристика:
- Бубрези примају велики проценат минутног волумена срца,
- Бубрежна микроциркулација се састоји од две капиларне мреже повезане у низ - гломеруларне капиларне петље и перитубуларне капиларне мреже.
- Како бубрези примају приближно 25% минутног волумена срца, ова брзина протока крви (отприлике 350 мЛ/100 г ткива) је већа од оне код других органа који имају велике потребе за кисеоником, укључујући мозак и срце.
- Иако формирање мокраће захтева много енергије, овај проток крви далеко превазилази нормалне метаболичке захтеве, а количина кисеоника која се екстрахује док крв пролази кроз артеријску циркулацију да би се вратила кроз бубрежну вену је релативно мала.

Бубрези се снабдевају крвљу преко бубрежних артерија, директних главних грана абдоминалне аорте. Они улазе и деле се на више нивоа да би формирали високо специјализовану и униформну мрежу аферентних артериола које затим формирају специјализоване капиларне слојеве зване гломерули. Сваки гломерул чини једну компоненту нефрона. Капиларе се затим поново спајају и формирају еферентне артериоле. У спољашњем кортексу, ове еферентне артериоле се увијају око тубула и формирају перитубуларну мрежу. У унутрашњој трећини кортекса и медуле, перитубуларна мрежа је замењена дугим равним гранама које се називају васа рецта.

## Анатомија
Сваки бубрег прима крв из трбушне аорте преко бубрежне артерије која потиче из трбушне аорте од које се обично одвајаја непосредно пре уласка у бубрежни хилус. По уласку у бубрег бубрежна артерија се дели на две гране од којих једна иде у предњи а друга у задњи део органа, које потом  формирају сегментне артерије, које перфундују дискретне регионе бубрега. Пре уласка у бубрежни паренхим ове гране се рачвају дајући гране интерлобарних артерија, које се  пењу уз Бертинијеве колумне све до база бубрежних пирамида, где се гранају на лучне артерије. Потом скрећу нагло и настављају ток између коре и сржи бубрега дајући гране интерлобуларних артерија под правим углом и на регуларним дистанцама. Неке од ових артерија завршавају се на периферији бубрежне коре а неке продиру и у капсулу бубрега.
Пролазећи кроз бубрежну кору интерлобуларне артерије дају аферентне артериоле, по једну за сваки корпускул. Доводне артериоле расипају се у гломерулски капиларни сплет из кога израстају еферентне артериоле. Одводне артериоле кортикалних нефрона одмах се поново гранају дајући перитубуларну капиларну мрежу која снабдева крвљу проксималне и дисталне вијугаве тубуле и истовремено одводи воду, електролите и органске супстанце апсорбоване у нивоу вијугавих тубула. 
Одводне артериоле јукстамедуларних нефрона дају дуге, танке капиларе који прате Хенлеову петљу и слично њој продиру до врха бубрежне пирамиде, праве петљу и враћају се ка кортикомедуларној граници. Ови капилари означавају се као прави крвни судови (vasa recta). Кроз бубрежну срж између Малпигијевих пирамида пролази интерлобарна артерија. На бази Малпигијеве пирамиде она даје под правим углом артерију аркуату, која лежи на граници бубређне сржи и бубрежне коре. Од артерије аркуате ка бубрежној кори се одвајају интерлобуларне артерије које теку између Фереинових пирамида.Од њих потичу аферентне артериоле  које улазе у бубрежни корпускулум и расипају се у капиларне петље. Крв напушта гломерул кроз нешто ужу еферентну артериолу. Од еферентних артериола јукстамедуларних нефрона одвајају се arteriollae medullares rectae које дају највећи део крви за срж бубрега. Од лучних артерија одвајају се arteriollae medullares rectae verae које мањим делом снабдевају крвљу бубрежну срж.
Ова високо специјализована и униформна мрежа аферентних артериола  формира специјализоване капиларне слојеве зване гломерули. Сваки гломерул чини једну компоненту нефрона. Аферентне артериоле, које врше перфузију гломерула, гранају се од међурежањске артерија на гломеруларне капиларе, а затим кулминирају у другој еферентној артериоли. Гломерули чине прву од две капиларне мреже у бубрега. Након изласка из гломерула кроз еферентне артериоле, крв улази у другу капиларну мрежу, перитубуларну капиларну мрежу. Тако је гломеруларна капиларни систем једини такав капиларни слој у телу окружен са два отпорна крвна суда. Промене у отпора унутар артериола може утицати на гломеруларни притисак и на крају на филтрацију.
Медуларни део бубрега је такође прокрвљен крвним судовима, који настају из еферентних артериола јукстамедуларних гломерула.
Како су сегментне артерије бубрега  крајње артерије, то значи да ће изненадна васкуларна оклузија довести до инфаркта у пределу бубрега који је прокрвљен овим крвним судовима. У неким случајевима, сегментна артерија може настати директно из аорте, а не као грана бубрежне артерије. Ово нису  „додатне“ артерије већ праве артерије, јер одрживост дела бубрега зависи од перфузије из ових судова.
| Артерије              | Вене               |
| --------------------- | ------------------ |
| Трбушна аорта         | Доња шупља вена    |
| Бубрежна артерија     | Бубрежна вена      |
| Сегментне артерије    | –                  |
| Режањска артерија     | –                  |
| Међурежањске артерије | Међурежањска вена  |
| Усходне артериоле     | Силазеће артериоле |
| Гломерул              | Гломерул           |

### Сегментне артерије бубрега
Сегментне гране бубрега пролазе даље поделе за снабдевање бубрежног паренхима:
Свака сегментна артерија се дели и формира интерлобарне артерије. 
- Налазе се са обе стране сваке бубрежне пирамиде.
- Ове интерлобарне артерије пролазе кроз даље поделе да би се формирале лучне артерије.
- На 90 степени у односу на лучне артерије настају интерлобуларне артерије.
- Интерлобуларне артерије пролазе кроз кору бубрега, деле се последњи пут и формирају аферентне артериоле.

- Аферентне артериоле формирају капиларну мрежу, гломерул, у коме се одвија филтрација. Док се капиларе спајају и формирају еферентне артериоле.

### Венски систем
Велика венска дренажа бубрега слична је његовом артеријско систему за снабдевање бубрега крвљу, осим што нема сегментних вена.
Звездасте вене бубрега настају из перитубуларних капилара, а затим се сукцесивно одводе кроз интерлобуларне и интерлобарне вене све док  оне не конвергирају преко бубрега и коначно формирају бубрежну вену за леви и десни бубрег бубрег.  Филтрирана крв путује кроз леву и десну бубрежну вену која се улива у доњу шупљу вену да би стигла до срца.

## Галерија
- Компјутеризована томографија абдоминалних и карличних крвних судова.
- Задње површине бубрега
- Бубрежна артерија
- Бубрежна артерија
- Бубрежна артерија
- Бубрежна артерија